# Karlos Dansby
Karlos Montez Dansby (Birmingham, 3 novembre 1981) è un giocatore di football americano statunitense che gioca nel ruolo di linebacker per i Cleveland Browns della National Football League (NFL). Fu scelto dagli Arizona Cardinals nel corso del secondo giro (33º assoluto) del Draft NFL 2004. Al college ha giocato a football all’Università di Auburn venendo premiato come All-American.

## Carriera professionistica

### Arizona Cardinals
Dansby fu scelto nel corso del secondo giro del Draft 2004 dagli Arizona Cardinals. Dopo la sua prima stagione fu inserito nella formazione ideale dei rookie da Pro Football Weekly dopo avere disputato come titolare 12 partite, mettendo a segno 68 tackle e recuperato tre fumble. L'anno successivo divenne il primo linebacker dei Cardinals a ritornare due intercetti in touchdown nella stessa stagione. In quell'annata superò per la prima volta i cento tackle stagionali, con 103. Nel 2006 fu al secondo posto nella squadra per tackle (94) e sack (8), malgrado l'aver perso due gare per infortunio. Nel 2007 disputò 14 gare, tutte come titolare, guidando Arizona con 117 tackle. Nel 2008 Dansby raggiunse assieme ai Cardinals il Super Bowl, terminando l'annata con oltre 100 tackle, 4 sack e 2 intercetti.
Il 10 gennaio 2010, nel primo turno di playoff contro i Green Bay Packers, Dansby recuperò un fumble nei tempi supplementari del quarterback di Green Bay Aaron Rodgers ritornandolo per 17 yard fino al touchdown della vittoria.

### Miami Dolphins
Il 5 marzo 2010, Dansby firmò coi Miami Dolphins un contratto quinquennale del valore di 43 milioni di dollari, 22 milioni dei quali garantiti, il più ricco contratto della storia per un inside linebacker finché non fu superato da Patrick Willis. Fu svincolato dopo tre stagioni, il 12 marzo 2013.

### Arizona Cardinals
Il 10 maggio 2013, Dansby firmò un contratto annuale per fare ritorno agli Arizona Cardinals. Quella stagione fu una delle migliori della carriera per il giocatore che mise a segno 122 tackle, 6,5 sack, 19 passaggi deviati e 4 intercetti, due dei quali ritornati in touchdown. Per queste prestazioni l'Associated Press lo inserì per la prima volta nel Second-team All-Pro.

### Cleveland Browns
L'11 marzo 2014, Dansby firmò con i Cleveland Browns un contratto quadriennale del valore di 24 milioni di dollari, 14 milioni dei quali garantiti. Nella prima partita con la nuova maglia mise subito a segno un intercetto su Ben Roethlisberger. Nella seconda trascinò i suoi con 12 tackle e un sack alla prima vittoria stagionale sui Saints.
Nel sesto turno della stagione 2015, Dansby mise a segno due intercetti su Peyton Manning, coi Browns che furono piegati solo ai supplementari dai Broncos futuri vincitori del Super Bowl.

### Arizona Cardinals
Il 10 marzo 2017, Dansby firmò per la terza volta con gli Arizona Cardinals. Nel nono turno contro i 49ers fece registrare 7 tackle, 2 passaggi deviati e un intercetto su C.J. Beathard, venendo premiato come miglior difensore della NFC della settimana.

## Palmarès

### Franchigia
- National Football Conference Championship: 1

Arizona Cardinals: 2008

### Individuale
- Second-team All-Pro: 1

2013
- Difensore della NFC della settimana: 1

9ª del 2017
- PFWA All-Rookie Team - 2004

## Statistiche
| Tackle         | 1.007 |
| Sack           | 38,0  |
| Intercetti     | 15    |
| Fumble forzati | 16    |

Statistiche aggiornate alla stagione 2013